# CC Волос Вероники
CC Волос Вероники (лат. CC Comae Berenices) — кратная звезда в созвездии Волос Вероники на расстоянии приблизительно 234 световых лет (около 71,9 парсек) от Солнца. Возраст звезды определён как около 9,22 млрд лет.
Пара первого и второго компонентов — двойная* затменная переменная звезда типа W Большой Медведицы (EW). Видимая звёздная величина звезды — от +12,21m до +11,3m. Орбитальный период — около 0,2207 суток (5,2965 часа).

## Характеристики
Первый компонент — оранжевый карлик спектрального класса K4-5V*, или K5V, или K7V*. Масса — около 0,72 солнечной, радиус — около 0,71 солнечного, светимость — около 0,171 солнечной. Эффективная температура — около 4200 K.
Второй компонент — оранжевый карлик спектрального класса K. Масса — около 0,38 солнечной, радиус — около 0,53 солнечного, светимость — около 0,079 солнечной. Эффективная температура — около 4300 K.
Третий компонент — коричневый карлик. Масса — около 0,066 солнечной. Орбитальный период — около 17,18 лет*.
Четвёртый компонент (LSPM J1212+2230A) — красный карлик спектрального класса M:. Видимая звёздная величина звезды — +13,72m. Удалён на 63,3 угловой секунды.
Пятый компонент (LSPM J1212+2230B).